# Quy tắc Slater
Trong hóa học lượng tử, quy tắc Slater cung cấp các giá trị số cho khái niệm điện tích hạt nhân hữu hiệu. Trong một nguyên tử mang nhiều điện tử (electron), mỗi điện tích không chịu tác động của toàn bộ điện tích dương của nhân - nó chỉ chịu tác động của một phần điện tích nhân do hiệu ứng chắn và sự che lấp điện trường tạo ra bởi các điện tử còn lại. Quy tắc Slater cung cấp một giá trị cho hằng số che lấp đối với mỗi điện tử, biểu thị bởi các ký tự s, S, hay σ, có liên quan tới điện tích hạt nhân thực tế (Z) và điện tích hạt nhân hữu hiệu (Zeff) như sau:
{\displaystyle Z_{\mathrm {eff} }=Z-s.\,}
Quy tắc này được rút ra bằng phương pháp khoa học bán thực nghiệm bởi John Clarke Slater và được xuất bản trên các tài liệu khoa học vào năm 1930. Quy tắc Slater đã được dùng để ước tính năng lượng ion hóa, bán kính ion và độ âm điện.
Các giá trị của hằng số che lấp được cập nhật và cung cấp bởi Clementi và các tác giả khác. So với Slater, Clementi và Raimondi dùng phương pháp Hartree–Fock để xác định điện tích hạt nhân hữu hiệu và cho ra những kết quả chính xác hơn; trong đó giá trị điện tích hạt nhân hữu hiệu của các điện tử phân lớp d cao hơn nhiều so với các kết quả của Slater. Tuy nhiên sự đơn giản trong cách tính của Slater khiến quy tắc Slater vẫn được ưa chuộng trong việc ước đoán phỏng chừng giá trị của điện tích hạt nhân hữu hiệu.

## Nội dung của quy tắc Slater
Trước hết,, các điện tử được sắp xếp thành một chuỗi các nhóm theo thứ tự tăng dần của số lượng tử chính n, và đối với các điện tử có cùng giá trị n thì được xếp theo thứ tự tăng dần của số lượng tử xung lượng. Tuy nhiên các điện tử của phân lớp s và p sẽ được xếp chung nhóm với nhau. Ví dụ của việc xếp nhóm như sau:
[1s] [2s,2p] [3s,3p] [3d] [4s,4p] [4d] [4f] [5s, 5p] [5d],...
Như vậy, việc tính toán hằng số che lấp (và từ đó suy ra điện tích hạt hữu hiệu) của một điện tử nằm trong lớp n tuân theo các quy tắc sau:
1. Sự hiện diện của các điện tử của các nhóm nằm sau nhóm đang xét gần như không ảnh hưởng gì đến hằng số che chắn của điện tử trong nhóm đang xét.
2. Mỗi điện tử khác nằm trong cùng nhóm với điện tử đang được xem xét sẽ đóng góp một giá trị là 0,35 vào hằng số che lấp của điện tử đang xem xét.
3. Nếu điện tử đang xét nằm ở phân lớp s hay p: mỗi điện tử các điện tử nằm ở lớp (n-1) sẽ đóng góp 0,85 vào hằng số che lấp của điện tử đang xem xét; còn mỗi điện tử nằm ở lớp (n-2) trở xuống sẽ đóng góp 1 vào hằng số che lấp.
4. Nếu điện tử đang xét nằm ở phân lớp d hay f: mỗi điện tử các điện tử nằm ở các lớp thấp hơn sẽ đóng góp 1 vào hằng số che lấp của điện tử đang xem xét.

Quy tắc Slater được viết theo dạng bảng:
| Nhóm           | Các điện tử khác, nằm trong cùng nhóm | Các điện tử nằm trong nhóm có số lượng tử chính n và số lượng tử xung lượng nhỏ hơn l | Các điện tử nằm trong nhóm có số lượng tử chính (n-1) | Các điện tử nằm trong nhóm có số lượng tử chính nhỏ hơn (n-1) |
| -------------- | ------------------------------------- | ------------------------------------------------------------------------------------- | ----------------------------------------------------- | ------------------------------------------------------------- |
| [1s]           | 0,3                                   | Không có                                                                              | Không có                                              | Không có                                                      |
| [ns,np]        | 0,35                                  | Không có                                                                              | 0,85                                                  | 1                                                             |
| [nd] hoặc [nf] | 0,35                                  | 1                                                                                     | 1                                                     | 1                                                             |

## Ví dụ
Tính điện tích hạt nhân hữu hiệu và hằng số che lấp của các điện tử trong nguyên tử sắt với điện tích hạt nhân là 26 và cấu hình điện tử là 1s22s22p63s23p63d64s2
{\displaystyle {\begin{matrix}4s&:0,35\times 1&+&0,85\times 14&+&1,00\times 10&=&22,25&\Rightarrow &Z_{\mathrm {eff} }(4s)=3,75\\3d&:0,35\times 5&&&+&1,00\times 18&=&19,75&\Rightarrow &Z_{\mathrm {eff} }(3d)=6,25\\3s,3p&:0,35\times 7&+&0,85\times 8&+&1,00\times 2&=&11,25&\Rightarrow &Z_{\mathrm {eff} }(3s,3p)=14,75\\2s,2p&:0,35\times 7&+&0,85\times 2&&&=&4,15&\Rightarrow &Z_{\mathrm {eff} }(2s,2p)=21,85\\1s&:0,30\times 1&&&&&=&0,30&\Rightarrow &Z_{\mathrm {eff} }(1s)=25,7\end{matrix}}}

## Mục đích
Quy tắc này được Slater phát triển nhằm xây dựng nên một biểu thức phân tích đơn giản cho obitan nguyên tử của các electron trong nguyên tử. Cụ thể hơn, đối với mỗi electron trong nguyên tử, Slater muốn xác định hằng số che lấp (s) và số lượng tử hiệu dụng (n*) tỉ như
{\displaystyle \psi _{n^{*}s}(r)=r^{n^{*}-1}\exp \left(-{\frac {(Z-s)r}{n^{*}}}\right)}
cung cấp một phương pháp xác định gần đúng cho hàm sóng của một điện tử đơn lẻ. Slater định nghĩa n* theo quy tắc nếu n = 1, 2, 3, 4, 5, 6 thì lần lượt n* = 1, 2, 3, 3.7, 4.0 và 4.2. Đó là một sự tùy chỉnh nhằm mục đích làm mức năng lượng nguyên tử có được sau tính toán ăn khớp với các kết quả thực nghiệm.